# Buddharamatemplet, Fredrika
Buddharamatemplet i Fredrika (thai: วัดพุทธาราม) är ett planerat theravadabuddhistiskt tempel i Fredrika, Åsele kommun. I nära anslutning till platsen har det dock under många år levt ett fåtal thailändska buddhistmunkar, som ibland vistas på tempelplatsen.
Projektet inleddes 2004, då tanken var att templet skulle bli Europas största. På grund av flera ekonomiska och praktiska hinder blev det dock nödvändigt att minska budgeten med 90 procentenheter, vilket medfört att planerna kring tempelbygget förändrats.
2020 hade byggandet på själva templet inte börjat. Planen är att bygga en 300-kvadratmeter stor tempelbyggnad, men innan detta bygge kan inledas avser föreningen att betala av sin skuld på cirka en halv miljon kronor. Dessutom har covid-19 pandemin medfört ytterligare hinder för projektet.
2014 gjorde Sveriges Television en dokumentärfilm - Tempelriddaren - som handlar om det tidigare kommunalrådet Bert-Rune Dahlberg, som varit djupt involverad i projektet sedan dess begynnelse. Dahlberg har själv uppgett att hans förhoppning är att templet, när det är färdigt, ska leda till en kraftigt ökad turism till Fredrika, vilket skulle gynna byn och kommunens ekonomi.

## Bakgrund
Luang Ta, den tidigare abboten för Thailändska buddhistiska föreningen i Sverige (som även går under namnet Buddharam Temple Sweden), dog 2004. Phra Boonthin efterträdde Luang Ta, och under vintern 2004 besökte han Umeå. Han åkte även till Fredrika, beläget cirka 100 km väst från Umeå, för att besöka en thailändsk kvinna och hennes man. Under hans vistelse i Fredrika väcktes hos Phra Boonthin en idé om att bygga ett stort tempel där. Huvudtemplet i Värmdö, Stockholms län, var för litet för större sammankomster, varför Phra Boonthin ansåg att ett mycket stort tempel behövdes. Under våren 2005 mötte Phra Boonthin kommunalrådet i Åsele, socialdemokraten Bert-Rune Dahlberg. Dahlberg hjälpte till med att hitta en lämplig plats för templet och lovade även att kommunen skulle bekosta bygget av vattenledningar, avlopp och bredband till tempelplatsen. Dahlbergs och kommunens motiv i detta var en förhoppning om att det framtida templet skulle medföra kraftigt ökad turism till Fredrika, vilket skulle vara ekonomiskt gynnsamt för byn och kommunen.
Den initiala planen var en tempelbyggnad som skulle ha rum för 300 personer, en 20 meter hög kulle/pidestal med en Buddhastaty stående ovanpå som skulle stå framför templet, en konferensbyggnad med plats för 700 till 800 personer, en parkeringsplats med plats för omkring 450 bilar, och flera små hus avsedda för de omkring tio munkar som skulle bo där permanent. Tanken var att templet skulle tjäna buddhister från hela Europa.

## Finansiering
Initialt hade projektet lovats omfattande ekonomiskt stöd från den thailändska regeringen. Men den nya regeringen, som tillträdde efter statskuppen 2006, fullföljde inte detta löfte från den tidigare regeringen.
2009 kontaktades föreningen och kommunalråd Bert-Rune Dahlberg av en affärsman som sade sig ha ett stort intresse för projektet. Affärsmannen lovade att bistå med åtta miljoner kronor och sade sig även vilja hjälpa dem med ekonomin i allmänhet, och ville därför ha tillgång till föreningens pengar. Affärsmannen uppgav som motiv till intresset att han planerade att starta ett företag i Thailand, som han menade skulle gynnas av att affärsmannen investerat i ett buddhistiskt tempelbygge. Efter Västerbottens-Kuriren uppdagade att affärsmannen var dömd för bedrägeri, och att han väntade på att avtjäna ett fängelsestraff, drog sig dock föreningen ur samarbetet innan affärsmannen hade getts tillgång till föreningens pengar.
2015 gjorde den nytillsatta thailändska ambassadören ett besök till tempelplatsen och lovade att försöka hitta investerare i Thailand. 2017 publicerades en artikel i The Local, där det skrevs att projektet var helt finansierat av donationer, men i en artikel i Västerbottens-Kuriren från 2020 uppgav före detta kommunalråd Dahlberg att han fortsatt var involverad i projektet, och att han hade planerat en resa till Thailand för att leta efter investerare. Till följd av coronapandemin var denna resa dock tvungen att ställas in.
Den initiala budgeten var 60 miljoner kronor, men på grund av de många ekonomiska hinder som uppkommit längs vägen har budgeten minskats till omkring 6 miljoner kronor, det vill säga omkring en tiondel av den ursprungliga budgeten. 2020 hade föreningen fortsatt skulder på omkring en halv miljon kronor, efter det markarbete som hade utförts på platsen, vilka de avsåg betala av innan projektet skulle fortsätta.

## Byggprocessen
2005 byggdes vattenledningar, avlopp och bredband till platsen, finansierat av kommunen. 2006 utfördes markarbetet och en 4,5 meter hög staty av munken Luang Pu Thuat (född 1582, död 1682) byggdes på tempelplatsen. 2007 byggdes två små hus och en åtta meter hög staty av Gautama Buddha byggdes i närhet till statyn av Luang Pu That. Statyn placerades på en hög piedestal. Året därefter byggdes två marmorelefanter, i anslutning till de tidigare byggda statyerna. 2024 hade byggandet av själva tempelbyggnaden ännu inte inletts.